# Pajzstagolás
Névváltozatok: 

fr: partition de l'écu, de: Schildteilung

Rövidítések

A pajzstagolás a címerpajzs részekre osztása osztóvonalak által. A legegyszerűbb mesteralakoknak számítanak, és a színek után a címerek következő szerkezeti elemét képezik. Ezért szerkezettani szempontból a címerek legfontosabb alkotórészei közé tartoznak.
A legrégibb fennmaradt címerábrázolások általában semmilyen címerábrát sem tartalmaznak (beleértve a mesteralakot is), hanem csak valamilyen tagolás útján létrejövő színösszetételt, mely a későbbi pajzstagolások elméleti alapja lett. Ez a korai heraldikusok számára lehetővé tette az azonos színű címerek megkülönböztetését, és a címerpajzs borításából kiindulva eljutottak más bonyolult címertani problémák helyes megértéséig.
A címerpajzson látható mindenféle ábrázolásmódot a színek kölcsönhatásának kell tulajdonítani. A szín-alakzat viszony dönti el, hogy egy pajzstagolás egyszerű vagy osztott címert eredményez-e. A mesteralakoktól eltérően pajzstagolások egyaránt állhatnak alap, mező és mesteralak funkcióban, míg a mesteralak sohasem hoz létre mezőt (azaz osztott pajzsot). Ez a kétféle mesteralak-típus alakjából következik, mert a pajzstagolás osztóvonalai egyfajta geometriai teret eredményeznek és csak a pajzs két szélét érintik, míg a mesteralak osztóvonalai egyfajta geometriai ábrát eredményeznek és a pajzs mind a négy szélét is érinthetik.
A fontosabb pajzstagolási módok a vágás, hasítás, harántolás, balharántolás, négyelés és harántnégyelelés. Ezeket páros számú osztóvonallal megrajzolva megkapjuk a fő mesteralakokat.

## A pajzstagolások szerkezeti összefüggései

Vágott pajzs (pajzstagolás és potenciális kétmázú alap, valamint egy-egy potenciális ezüst, illetve fekete mező)
Kétmázú alap (a kardok mindkét mezőre rá vannak helyezve, nem alkalmazkodnak a tagolás geometriájához, nincs kitüntetett mező, ezért együtt képezik a kardok kétmázú alapját és nem mezőjét, miként azt a címerleírás is megadja: ezüst-fekete vágott alapon két vörös kard harántkeresztesen)
Két mező az osztott pajzsban (a kardok csak az egyik mezőben vannak elhelyezve /alkalmazkodnak a mezők geometriájához [nagyságához]/, ezért itt osztott címer jön létre, mert az alap helyett mezőről van szó; mezője csak az osztott címernek lehet, de a mező rendelkezhet saját alappal, miként esetünkben a kardokkal ellátott mező alapja ezüst [ez a kardok ezüst alapja, miként azt a címerleírás is megadja: vágott pajzs, a felső mezőben ezüst alapon két vörös kard harántkeresztesen]; az osztott pajzsban a másik, fekete üres mező egyben alap is, hiszen abban is el lehetne helyezni valamilyen címerábrát)
Tizenegyszer vágott pajzs (a vágások nem mező, hanem alap funkcióban állnak, azaz a címer egyszerű, osztatlan, mert a fekete oroszlán nem alkalmazkodik a vágások geometriájához [nagyságához, szélességéhez stb.], hiszen az ezüst-vörös vágások többségére rá van helyezve)